# Тернавский, Иван Антонович
Иван Антонович Тернавский (1911—1995) — подполковник Советской Армии, участник Великой Отечественной войны, Герой Советского Союза (1944).

## Биография
Иван Тернавский родился 19 августа 1911 года в селе Фёдоровка (ныне — Пологовский район Запорожской области Украины). После окончания учительских курсов работал пионервожатым. В 1933 году Тернавский был призван на службу в Рабоче-крестьянскую Красную Армию. В 1938 году он окончил курсы младших лейтенантов. С начала Великой Отечественной войны — на её фронтах.
К августу 1944 года гвардии майор Иван Тернавский командовал дивизионом 158-го гвардейского артиллерийского полка 78-й гвардейской стрелковой дивизии 5-й гвардейской армии 1-го Украинского фронта. Отличился во время освобождения Польши. 4-22 августа 1944 года дивизион Тернавского поддерживал своим огнём действия стрелковых частей во время форсирования ими реки Вислока и боях за захват и удержание плацдарма на её западном берегу в районе населённого пункта Олынаны, нанеся противнику большие потери.
Указом Президиума Верховного Совета СССР от 23 сентября 1944 года гвардии майор Иван Тернавский был удостоен высокого звания Героя Советского Союза с вручением ордена Ленина и медали «Золотая Звезда».
После окончания войны Тернавский продолжил службу в Советской Армии. В 1956 году в звании подполковника он был уволен в запас. Проживал и работал в Коростене.
Был также награждён тремя орденами Красного Знамени, орденами Отечественной войны 1-й и 2-й степеней, тремя орденами Красной Звезды, рядом медалей.
Умер 19 января 1995 года.